# Goodridge
Pour les articles homonymes, voir Goodridge.
La ville de Goodridge est située dans le comté de Pennington, dans l’État du Minnesota, aux États-Unis. Sa population s’élevait à 132 habitants lors du recensement de 2010, estimée à 132 habitants en 2016.

## Histoire
Goodridge dispose d’un bureau de poste depuis 1915.

## Source
- (en) Cet article est partiellement ou en totalité issu de l’article de Wikipédia en anglais intitulé « Goodridge, Minnesota » (voir la liste des auteurs).

1. ↑  « Pennington County », Jim Forte Postal History (consulté le 29 juillet 2015).